# Al-Balamun
La ciutat d'Al-Balamun és a la part oriental del Delta del Nil a Egipte, a la branca Damiata. A Tell al-Balamun hi ha restes antigues egípcies, que corresponen a Paiuenammon (L'illa del deu Ammon), la ciutat més al nord de l'Egipte faraònic durant l'Imperi Nou, coneguda com a Diòspolis Inferior pels grecs. La ciutat va existir des del 2400 aC i les darreres notícies són del segle vi. Fou excavada el 1913 per Howard Carter, el qual va trobar les restes d'alguns temples però abandonà la recerca per anar a la Vall dels reis, on va descobrir la tomba de Tutankamon. Carter va deixar alguns escrits sobre les excavacions i algunes joies d'època ptolemaica que havia trobat. Les excavacions no es van reprendre fins al 1991 sota la direcció de Jeffrey Spencer (del Museu Britànic) que havia estat excavant a Al-Ashmunein, i es van trobar tres temples dins una muralla. Gràcies a les característiques pantanoses de la regió, les troballes s'han conservat en bon estat i fora de l'abast de lladres i arqueòlegs inexperts i del desenvolupament modern. Entre les inscripcions cal esmentar els noms dels faraons Shoshenq III i Usermaatre-Setepenre de la dinastia XXII i de la XIX, en un temple dedicat a Ammon les pedres del qual foren reutilitzades; un segon temple correspon a Pasmètic Wahibre (dinastia XXVI) i un tercer a Nectabeu I Kherperkare (de la dinastia XXX); també es van trobar unes estàtues representant a Ramsès II amb els déus Ammon i Mut i el nom de la ciutat: Smabehdet o Sma-Behdet. Darrerament s'ha excavat un cementiri de la dinastia XXII al nord del temple, i s'han trobat alguns enterraments en bon estat datats entre el 900 aC i el 700 aC, incloent alguns sarcòfags amb caps de falcó i decoracions d'or. Informes de les excavacions foren publicats el 1996 i 1999.